# Grand Prix (Festiwal Filmowy w Cannes)
Grand Prix (fr. Grand prix du Festival de Cannes) – nagroda filmowa przyznawana przez międzynarodowe jury na festiwalu w Cannes dla drugiego najlepszego filmu konkursu głównego (pierwsza nagroda to Złota Palma). W niektórych latach nagradzano więcej niż jeden film.
Odpowiednikiem wyróżnienia na innych imprezach filmowych jest Wielka Nagroda Jury przyznawana na MFF w Wenecji oraz Grand Prix Jury na MFF w Berlinie.
Jak dotychczas nagrodę otrzymało sześć kobiet-reżyserek: Węgierka Márta Mészáros, Japonka Naomi Kawase, Włoszka Alice Rohrwacher, Senegalka Mati Diop, Francuzka Claire Denis i Hinduska Payal Kapadia. Jedynym polskim twórcą wyróżnionym tą nagrodą jest Jerzy Skolimowski (1978).

## Laureaci Grand Prix
| Rok  | Tytuł polski                                                | Tytuł oryginalny                                            | Reżyseria                                                   | Kraj pochodzenia                                     |
| ---- | ----------------------------------------------------------- | ----------------------------------------------------------- | ----------------------------------------------------------- | ---------------------------------------------------- |
| 1967 | Wypadek                                                     | Accident                                                    | Joseph Losey                                                | Wielka Brytania                                      |
| 1967 | Spotkałem nawet szczęśliwych Cyganów                        | Скупљачи перја Skupljači perja                              | Aleksandar Petrović                                         | Jugosławia                                           |
| 1968 | Festiwal odwołany w związku z wydarzeniami maja '68.        | Festiwal odwołany w związku z wydarzeniami maja '68.        | Festiwal odwołany w związku z wydarzeniami maja '68.        | Festiwal odwołany w związku z wydarzeniami maja '68. |
| 1969 | Ådalen 31                                                   | Ådalen '31                                                  | Bo Widerberg                                                | Szwecja                                              |
| 1970 | Śledztwo w sprawie obywatela poza wszelkim podejrzeniem     | Indagine su un cittadino al di sopra di ogni sospetto       | Elio Petri                                                  | Włochy                                               |
| 1971 | Johnny poszedł na wojnę                                     | Johnny Got His Gun                                          | Dalton Trumbo                                               | Stany Zjednoczone                                    |
| 1971 | Odlot                                                       | Taking Off                                                  | Miloš Forman                                                | Stany Zjednoczone                                    |
| 1972 | Solaris                                                     | Солярис Soliaris                                            | Andriej Tarkowski                                           | ZSRR                                                 |
| 1973 | Mama i dziwka                                               | La maman et la putain                                       | Jean Eustache                                               | Francja                                              |
| 1974 | Kwiat tysiąca i jednej nocy                                 | Il fiore delle mille e una notte                            | Pier Paolo Pasolini                                         | Włochy                                               |
| 1975 | Zagadka Kaspara Hausera                                     | Jeder für sich und Gott gegen alle                          | Werner Herzog                                               | RFN                                                  |
| 1976 | Nakarmić kruki                                              | Cría cuervos                                                | Carlos Saura                                                | Hiszpania                                            |
| 1976 | Markiza O                                                   | Die Marquise von O...                                       | Éric Rohmer                                                 | RFN                                                  |
| 1977 | Nagrody nie przyznano.                                      | Nagrody nie przyznano.                                      | Nagrody nie przyznano.                                      | Nagrody nie przyznano.                               |
| 1978 | Żegnaj, małpko                                              | Ciao maschio                                                | Marco Ferreri                                               | Włochy                                               |
| 1978 | Wrzask                                                      | The Shout                                                   | Jerzy Skolimowski                                           | Wielka Brytania                                      |
| 1979 | Syberiada                                                   | Сибириада Sibiriada                                         | Andriej Konczałowski                                        | ZSRR                                                 |
| 1980 | Wujaszek z Ameryki                                          | Mon oncle d’Amérique                                        | Alain Resnais                                               | Francja                                              |
| 1981 | Lata świetlne                                               | Les années lumière                                          | Alain Tanner                                                | Szwajcaria                                           |
| 1982 | Noc świętego Wawrzyńca                                      | La notte di San Lorenzo                                     | Paolo i Vittorio Taviani                                    | Włochy                                               |
| 1983 | Sens życia według Monty Pythona                             | Monty Python’s The Meaning of Life                          | Terry Jones                                                 | Wielka Brytania                                      |
| 1984 | Dziennik dla moich dzieci                                   | Napló gyermekeimnek                                         | Márta Mészáros                                              | Węgry                                                |
| 1985 | Ptasiek                                                     | Birdy                                                       | Alan Parker                                                 | Stany Zjednoczone                                    |
| 1986 | Ofiarowanie                                                 | Offret                                                      | Andriej Tarkowski                                           | Szwecja                                              |
| 1987 | Pokuta                                                      | მონანიება Monanieba                                         | Tengiz Abuładze                                             | ZSRR                                                 |
| 1988 | Świat na uboczu                                             | A World Apart                                               | Chris Menges                                                | Wielka Brytania                                      |
| 1989 | Cinema Paradiso                                             | Nuovo cinema Paradiso                                       | Giuseppe Tornatore                                          | Włochy                                               |
| 1989 | Zbyt piękna dla ciebie                                      | Trop belle pour toi                                         | Bertrand Blier                                              | Francja                                              |
| 1990 | Żądło śmierci                                               | 死の棘 Shi no toge                                          | Kōhei Oguri                                                 | Japonia                                              |
| 1990 | Prawo                                                       | Tilaï                                                       | Idrissa Ouédraogo                                           | Burkina Faso                                         |
| 1991 | Piękna złośnica                                             | La belle noiseuse                                           | Jacques Rivette                                             | Francja                                              |
| 1992 | Złodziej dzieci                                             | Il ladro di bambini                                         | Gianni Amelio                                               | Włochy                                               |
| 1993 | Tak daleko, tak blisko                                      | In weiter Ferne, so nah!                                    | Wim Wenders                                                 | Niemcy                                               |
| 1994 | Żyć!                                                        | 活着 Huozhe                                                 | Zhang Yimou                                                 | Chiny                                                |
| 1994 | Spaleni słońcem                                             | Утомлённые солнцем Utomlionnyje sołncem                     | Nikita Michałkow                                            | Rosja                                                |
| 1995 | Spojrzenie Odyseusza                                        | Το Βλέμμα του Οδυσσέα To Vlémma tou Odysséa                 | Theo Angelopoulos                                           | Grecja                                               |
| 1996 | Przełamując fale                                            | Breaking the Waves                                          | Lars von Trier                                              | Dania                                                |
| 1997 | Słodkie jutro                                               | The Sweet Hereafter                                         | Atom Egoyan                                                 | Kanada                                               |
| 1998 | Życie jest piękne                                           | La vita è bella                                             | Roberto Benigni                                             | Włochy                                               |
| 1999 | Ludzkość                                                    | L’humanité                                                  | Bruno Dumont                                                | Francja                                              |
| 2000 | Diabły za progiem                                           | 鬼子来了 Guizi lai le                                       | Jiang Wen                                                   | Chiny                                                |
| 2001 | Pianistka                                                   | La pianiste                                                 | Michael Haneke                                              | Austria                                              |
| 2002 | Człowiek bez przeszłości                                    | Mies vailla menneisyyttä                                    | Aki Kaurismäki                                              | Finlandia                                            |
| 2003 | Uzak                                                        | Uzak                                                        | Nuri Bilge Ceylan                                           | Turcja                                               |
| 2004 | Oldboy                                                      | 올드보이 Oldboy                                             | Park Chan-wook                                              | Korea Południowa                                     |
| 2005 | Broken Flowers                                              | Broken Flowers                                              | Jim Jarmusch                                                | Stany Zjednoczone                                    |
| 2006 | Flandria                                                    | Flandres                                                    | Bruno Dumont                                                | Francja                                              |
| 2007 | Las w żałobie                                               | 殯の森 Mogari no mori                                       | Naomi Kawase                                                | Japonia                                              |
| 2008 | Gomorra                                                     | Gomorra                                                     | Matteo Garrone                                              | Włochy                                               |
| 2009 | Prorok                                                      | Un prophète                                                 | Jacques Audiard                                             | Francja                                              |
| 2010 | Ludzie Boga                                                 | Des hommes et des dieux                                     | Xavier Beauvois                                             | Francja                                              |
| 2011 | Pewnego razu w Anatolii                                     | Bir Zamanlar Anadolu’da                                     | Nuri Bilge Ceylan                                           | Turcja                                               |
| 2011 | Chłopiec na rowerze                                         | Le gamin au vélo                                            | Jean-Pierre i Luc Dardenne                                  | Belgia                                               |
| 2012 | Reality                                                     | Reality                                                     | Matteo Garrone                                              | Włochy                                               |
| 2013 | Co jest grane, Davis?                                       | Inside Llewyn Davis                                         | Joel i Ethan Coenowie                                       | Stany Zjednoczone                                    |
| 2014 | Cuda                                                        | Le meraviglie                                               | Alice Rohrwacher                                            | Włochy                                               |
| 2015 | Syn Szawła                                                  | Saul fia                                                    | László Nemes                                                | Węgry                                                |
| 2016 | To tylko koniec świata                                      | Juste la fin du monde                                       | Xavier Dolan                                                | Kanada                                               |
| 2017 | 120 uderzeń serca                                           | 120 battements par minute                                   | Robin Campillo                                              | Francja                                              |
| 2018 | Czarne bractwo. BlacKkKlansman                              | BlacKkKlansman                                              | Spike Lee                                                   | Stany Zjednoczone                                    |
| 2019 | Atlantyk                                                    | Atlantique                                                  | Mati Diop                                                   | Senegal                                              |
| 2020 | Festiwal nie odbył się ze względu na pandemię koronawirusa. | Festiwal nie odbył się ze względu na pandemię koronawirusa. | Festiwal nie odbył się ze względu na pandemię koronawirusa. |                                                      |
| 2021 | Bohater                                                     | قهرمان Ghahreman                                            | Asghar Farhadi                                              | Iran                                                 |
| 2021 | Przedział nr 6                                              | Hytti nro 6                                                 | Juho Kuosmanen                                              | Finlandia                                            |
| 2022 | Blisko                                                      | Close                                                       | Lukas Dhont                                                 | Belgia                                               |
| 2022 | Gwiazdy w południe                                          | Stars at Noon                                               | Claire Denis                                                | Francja                                              |
| 2023 | Strefa interesów                                            | The Zone of Interest                                        | Jonathan Glazer                                             | Wielka Brytania                                      |
| 2024 | Wszystkie odcienie światła                                  | All We Imagine as Light                                     | Payal Kapadia                                               | Indie                                                |